# Худспрёйт
Худспрёйт (африк. Hoedspruit) — административный центр местного муниципалитета Маруленг в районе Мопани провинции Лимпопо (ЮАР). Рядом с городом находится авиабаза ВВС ЮАР.